# Yersinia (musikgrupp)
Yersinia var ett svenskt hardcore/metalcore-band som bildades i Uppsala under 2008. Gruppen upplöstes i november 2015. Under deras aktiva år som band hann de släppa fem EP och en fullängdsskiva som heter Efter oss syndafloden. Alla deras låttexter är på svenska.

## Historik
Bandet bestod av Mattis Erngren, Pär Svensson, Hannes Almén och Sebastian Sjögren. Mattis Erngren och Pär Svensson träffades på Uppsala universitet, Hannes Almén kände Mattis Erngren sedan innan, och Sebastian Sjögren träffade Mattis Erngren på en fest i deras hemstad. Erngren och Sjögren började skriva riff och inriktade sig på screamo-genren, men blev allt hårdare med tiden. Gruppen spelade in sin första EP, Yersinia, utan något skivbolag inblandat. EP:n producerades av Daniel Bergstrand i DugOut Studios i Uppsala. Den fick god kritik av tidningar som till exempel Close-Up och fick ett inlägg tillägnat åt sig på bloggen skivkoll.com.
Den 20 juni 2009 släpptes gruppens andra EP, Lejonhjärta, och liksom den förra EP:n, producerades den av Daniel Bergstrand. En musikvideo till det tredje spåret på EP:n, "Mitt enda hopp", släpptes den 10 september och regisserades av Henric Regnell. Med tiden fick de allt fler upplyftande recensioner gällande både den senaste releasen och sina liveframträdanden. En Europaturné var planerad med Örebro-bandet Ourlastbreath (har bytt namn till Chastise), men blev inställd. Detta stoppade inte bandet, utan de fortsatte spela och gjorde ett flertal spelningar runt om i landet. En debutskiva började planeras, och bandet gick återigen in i DugOut Studios den 5 juli 2010, för att spela in sin första fullängdare. 
Den 14 juli 2010 var skivan färdiginspelad och den innehöll elva spår. En musikvideo till låten "Den sista sång jag skriver till dig" stod på schemat och de bjöd in alla sina fans att vara delaktiga i den. Yersinia blev sedan signerade till skivbolaget Black Star Foundation. En turné runt om i Sverige anordnades, med start i Uppsala. Debutplattan Efter oss syndafloden såldes under turnéns gång, men släpptes officiellt den 8 december 2010. 
År 2011 spelade bandet på Metaltown och släppte en EP kallad Aldrig mera vinter. Den släpptes via skivbolaget Snapping Fingers Snapping Necks. EP:n innehöll singeln "Vapenbröder", som även har en musikvideo.
År 2012 släppte bandet "Fraktaler", en EP som enligt sångaren Mattis Erngren var en fortsättning på Aldrig mera vinter, fastän mer melankolisk än föregångaren. Fraktaler och Aldrig mera vinter såldes som en split. Tillsammans med bandet Cedron begav sig Yersinia ut på en turné i samband med skivsläppet.
Kvällen den 27 november 2015 annonserade Yersinia, via Facebook, att de lägger ner bandet. Annonseringen löd: "Det är över nu. Tack för allt. x".
Den 22 december 2021 meddelade bandet via Facebook att de återförenas för ett exklusivt gig på festivalen High 5ive Summer Fest i Stockholm den 1-2 juli 2022. Annonseringen denna gång löd: "Bränn ner allt. x"

## Medlemmar
- Mattis Erngren – sång
- Sebastian Sjögren – gitarr
- Hannes Almén – basgitarr
- Pär Svensson – trummor

## Diskografi

### Studioalbum
- 2010 – Efter oss syndafloden

### EP
- 2008 – Yersinia
- 2009 – Lejonhjärta
- 2011 – Aldrig mera vinter
- 2012 –  Fraktaler
- 2014 – Påfågeltronen

### Musikvideor
- 2009 – För evigt ung
- 2009 – Mitt enda hopp
- 2010 – Den sista sång jag skriver till dig
- 2011 – Vapenbröder